# 陳溥 (弘治進士)
陳溥（1484年—1537年），字一卿，號澹亭，河南開封府鄢陵縣人，匠籍，明朝政治人物。

## 生平
河南鄉試第四十一名。弘治十八年（1505年），登乙丑科三甲第六十三名進士。授大理寺评事，以忤權貴謫武鄉縣丞，正德四年（1509年）量移山西陽曲縣知縣，擢户部主事，升山西大同管粮郎中，十二年二月以功升一级，擢山东布政司右参议，十三年九月以不职为巡抚都御史所劾，令致仕。

## 家族
曾祖父陳翊；祖父陳永清；父親陳銓。母程氏。重庆下。弟陈滂。子陳棐，嘉靖乙未進士。